# Lake Winnebago
Lake Winnebago és una població dels Estats Units a l'estat de Missouri. Segons el cens del 2000 tenia 902 habitants.

## Demografia
Segons el cens del 2000, Lake Winnebago tenia 902 habitants, 350 habitatges, i 289 famílies. La densitat de població era de 185,2 habitants per km².
Dels 350 habitatges en un 27,7% hi vivien nens de menys de 18 anys, en un 77,4% hi vivien parelles casades, en un 2,9% dones solteres, i en un 17,4% no eren unitats familiars. En el 14,6% dels habitatges hi vivien persones soles el 6,6% de les quals corresponia a persones de 65 anys o més que vivien soles. El nombre mitjà de persones vivint en cada habitatge era de 2,58 i el nombre mitjà de persones que vivien en cada família era de 2,84.
Per edats la població es repartia de la següent manera: un 21,5% tenia menys de 18 anys, un 4,9% entre 18 i 24, un 22,6% entre 25 i 44, un 38,7% de 45 a 60 i un 12,3% 65 anys o més.
L'edat mediana era de 46 anys. Per cada 100 dones de 18 o més anys hi havia 96,1 homes.
La renda mediana per habitatge era de 78.478 $ i la renda mediana per família de 87.150 $. Els homes tenien una renda mediana de 56.500 $ mentre que les dones 37.361 $. La renda per capita de la població era de 41.891 $. Cap de les famílies i l'1,6% de la població estaven per davall del llindar de pobresa.

## Poblacions més properes
El següent diagrama mostra les poblacions més properes.